# Castell de Molig
El Castell de Molig és una construcció del segle xiii o XIV del poble nord-català de Molig, a la comarca del Conflent.
Està situat en el nucli vell del poble de Molig, al costat meridional de l'església parroquial de Santa Maria.

## Història
A començaments del segle xii, el de Molig era subsidiari del Castell de Paracolls, on es trobava la residència dels senyors de la Vall de Molig, els comtes de Cerdanya, a través dels barons de Paracolls, que dominaven Molig, Coma, Croells, Estanyils i Fórnols. Aquesta baronia l'any 1295 passà a domini reial, i el 1312 el rei Sanç I de Mallorca l'infeudava a Ponç de Caramany. El 1380 consta en mans dels Tregurà, dels quals passà als Sanespleda i Vilanova i als Llupià, en mans de qui era en el moment de la fi de l'Antic Règim.
Substituí el castell de Paracolls (al veí terme de Campome), que dominava i protegia el poble des d'una situació encimbellada a la muntanya; quan les necessitats defensives perderen importància, la mala accessibilitat (encara avui dia) i la distància de Paracolls al nucli de Molig aconsellaren una nova ubicació per a la residència del senyor de Molig. Hom construí a tocar de l'església de Santa Maria un castell de mota, un espai fortificat que comprenia tot el poble d'aleshores que no tenia, però, la fortalesa d'un castell convencional.

## L'edifici
L'edifici actual conserva encara la muralla defensiva que unia, mitjançant el camí de ronda, les quatre torres defensives del castell; una d'aquestes serveix en l'actualitat com a campanar de l'església. Sobre la porta d'entrada hom pot observar un matacà, que permetia als defensors vigilar i repel·lir de manera segura els atacants del castell.

El castell va ser transformat en hostatgeria per la família dels marquesos de Llupià, senyors de Molig a partir del 1642 i responsables del desenvolupament dels Banys. Al segle xix, hom el descriu 
| « | [és propietat dels marquesos de Llupià] un gran casal y pati dit lo castell [modernitzat, amb] vidreras a tots los finestrals [que serveix] de posada a las personas forasteras que y van per lo us de las preditas ayguas | » |
| — Nota dels bens que a setembre de 1821 es troben existents en France y en lo departament dels Pirineus Orientals, antes Rossello y Conflent | |   |

En l'actualitat, el castell està dividit en apartaments que es lloguen per la temporada turística, i s'han obert finestres a les façanes est i sud que desfiguren l'aspecte originsl del castell.